# Daniel Rubín de la Borbolla
Daniel Fernando Rubín de la Borbolla (Ciudad de Puebla 1903-1990) fue un antropólogo y humanista mexicano. Se destacó por sus acciones, iniciativas y trabajos pioneros durante el gobierno de Lázaro Cárdenas, en el desarrollo y atención de los pueblos indígenas de México.
Su interés y preocupación por la temática indígena lo condujo a crear destacadas instituciones antropológícas, arqueológicas, artísticas populares y educativas, siempre enfocadas en las raíces del indígena mexicano. Al respecto participó en el establecimiento de la Escuela Nacional de Antropología (ENA), el Museo Universitario de Ciencias y Arte (MUCA) de la UNAM, el Museo Nacional de Artes e Industrias Populares (MNAIP), y numerosos museos sobre las artes populares por todo México.
Uno de los temas de su predilección, entre otros, fue el de la plata y toda la cultura que se encuentra alrededor de este metal, desde los plateros hasta los registros fotográficos de las piezas.